# Джийде (Узгенский район)
Джийде (кирг. Жийде) — село в Узгенском районе Ошской области Кыргызстана. Входит в состав Ийри-Сууского аильного округа. Код СОАТЕ — 41706  255 826 01 0

## Население
По данным переписи 2023 года, в селе проживало 3 056 человек.